# Cotensi
Cotensii sau coții reprezentau trib dacic, amintit de Ptolemeu, aflat prin partea de răsărit a Țării Românești.
A fost unul din principalele neamuri geto-dacice. Vasile Pârvan îi localizează pe enigmaticii cotensi în estul Daciei, respectiv în sudul Moldovei. Cotensii sunt mentionați de Ptolemeu la sud de ratacensi, caucoensi și biefi.